# Guillermo Palacios Bolívar
Guillermo Palacios y Bolívar (1794-1817) fue un militar venezolano que luchó en las guerras de independencia de su país en el bando patriota.
Nació en 1794 en Caracas, hijo de los mantuanos Dionisio de Palacios y Blanco (muerto en Maturín en 1814) y Juana Nepomucena Bolívar y Palacios, hermana mayor del Libertador Simón Bolívar. Desde muy joven acompañó a su padre en la lucha de las guerrillas patriotas en los Llanos y la provincia de Guayana. Murió el 2 de diciembre de 1817, durante la batalla de La Hogaza, cuando el ataque  de Pedro Zaraza fue desbaratado por la acción del realista Miguel de la Torre.